# Danh sách trạng thái vật chất
Trạng thái vật chất là một trong những dạng riêng biệt mà vật chất có thể tồn tại. Dưới đây là danh sách các trạng thái vật chất:

## Trạng thái vật chất năng lượng thấp
| basic | basic    | Đến       | Đến       | Đến             | Đến     |
| basic | basic    | Chất rắn  | Lỏng      | Khí             | Plasma  |
| Từ    | Chất rắn |           | Nóng chảy | Thăng hoa       |         |
| Từ    | Lỏng     | Đông đặc  |           | Bay hơi, Sự sôi |         |
| Từ    | Khí      | Ngưng kết | Ngưng tụ  |                 | Ion hóa |
| Từ    | Plasma   |           |           | Tái tổ hợp      |         |

### Trạng thái cổ điển
- Chất rắn
  - Chất rắn vô định hình
  - Tinh thể
  - Plastic crystal
  - Giả tinh thể
- Chất lỏng
  - Tinh thể lỏng
- Chất khí

### Trạng thái hiện đại
- Plasma
- Chất lưu siêu tới hạn
- Vật chất suy biến
- Ngưng tụ Bose-Einstein
- Ngưng tụ fermionic
- Siêu dẫn
- Siêu lỏng
- Siêu rắn
- Quantum spin liquid
- String-net liquid
- Tinh thể thời gian
- Rydberg polaron
- Superionic water

## Trạng thái vật chất năng lượng cao
- Quark–gluon plasma
- Trong khoảng thời gian 10−35 giây sau Vụ Nổ Lớn, mật độ năng lượng của vũ trụ cao đến mức bốn lực tự nhiên – mạnh, yếu, điện từ và hấp dẫn – được cho là đã hợp nhất thành một lực duy nhất. Trạng thái của vật chất tại thời điểm này là không rõ. Khi vũ trụ giãn nở, nhiệt độ và mật độ giảm xuống và lực hấp dẫn tách ra, một quá trình được gọi là phá vỡ đối xứng.